# Новый (Брединский район)
Новый — посёлок в Брединском районе Челябинской области России. Входит в состав Белокаменского сельского поселения.

## География
Расположен в центральной части района, на берегу реки Каменной Долины, выше и ниже по реке построены 2 пруда. Расстояние до районного центра посёлка Бреды 16 км.

## История
Посёлок основан в первый годы советской власти на месте хутора Мелесчинина, основанного в конце XIX века на границе земельного надела посёлка Бреды. В 1928 году появился совхоз «Овцевод».  В начале Великой Отечественной войны совхоз был преобразован в конезавод № 146. В 1955 году конезавод был передан Челябинскому зерноживтресту и был преобразован в зерновой совхоз «Брединский», который в 1992 году был преобразован в ООО «Совхоз «Брединский». По состоянию на 2008 год в посёлке действовало 4-е отделение ЗАО «Брединское».

## Население
| 2002 | 2010 |
| ---- | ---- |
| 217  | ↘201 |

### Историческое население
В 1966 — 283, в 1970 — 369, в 1983 — 185, в 1995 — 214.

## Улица
- Целинная.